# Phytomyza cirsii
Phytomyza cirsii este o specie de muște din genul Phytomyza, familia Agromyzidae, descrisă de Friedrich Georg Hendel în anul 1923.
Este endemică în Austria. Conform Catalogue of Life specia Phytomyza cirsii nu are subspecii cunoscute.